# Oedibasis pachyphylla
Oedibasis pachyphylla är en flockblommig växtart som beskrevs av Ian Charleson Hedge och Lamond. Oedibasis pachyphylla ingår i släktet Oedibasis och familjen flockblommiga växter. Inga underarter finns listade i Catalogue of Life.